# Хабра, Григорий Пётр
Григорий Пётр Хабра (3 декабря 1856, Дамаск, Сирия — 21 марта 1933, Дамаск, Сирия) — архиепископ Мосула Сирийской католической церкви с 16 августа 1901 года по 24 марта 1924 года, архиепископ дамасский с 24 марта 1924 года по 21 марта 1933 года.